# Liste der Monuments historiques in Lagnes
Die Liste der Monuments historiques in Lagnes führt die Monuments historiques in der französischen Gemeinde Lagnes auf.

## Liste der Bauwerke
| Bezeichnung                                              | Beschreibung | Standort               | Kennzeichnung | Schutzstatus | Datum | Bild           |
| -------------------------------------------------------- | ------------ | ---------------------- | ------------- | ------------ | ----- | -------------- |
| Maison Fassade, Dach                                     |              | 75 rue Venteuse (Lage) | PA00082059    | Inscrit      | 1982  |                |
| Schloss Kapelle, Donjon, Mühle, Stadtmauer, Tor, Fassade |              | (Lage)                 | PA00082058    | Inscrit      | 1978  | weitere Bilder |